# Sztormreling

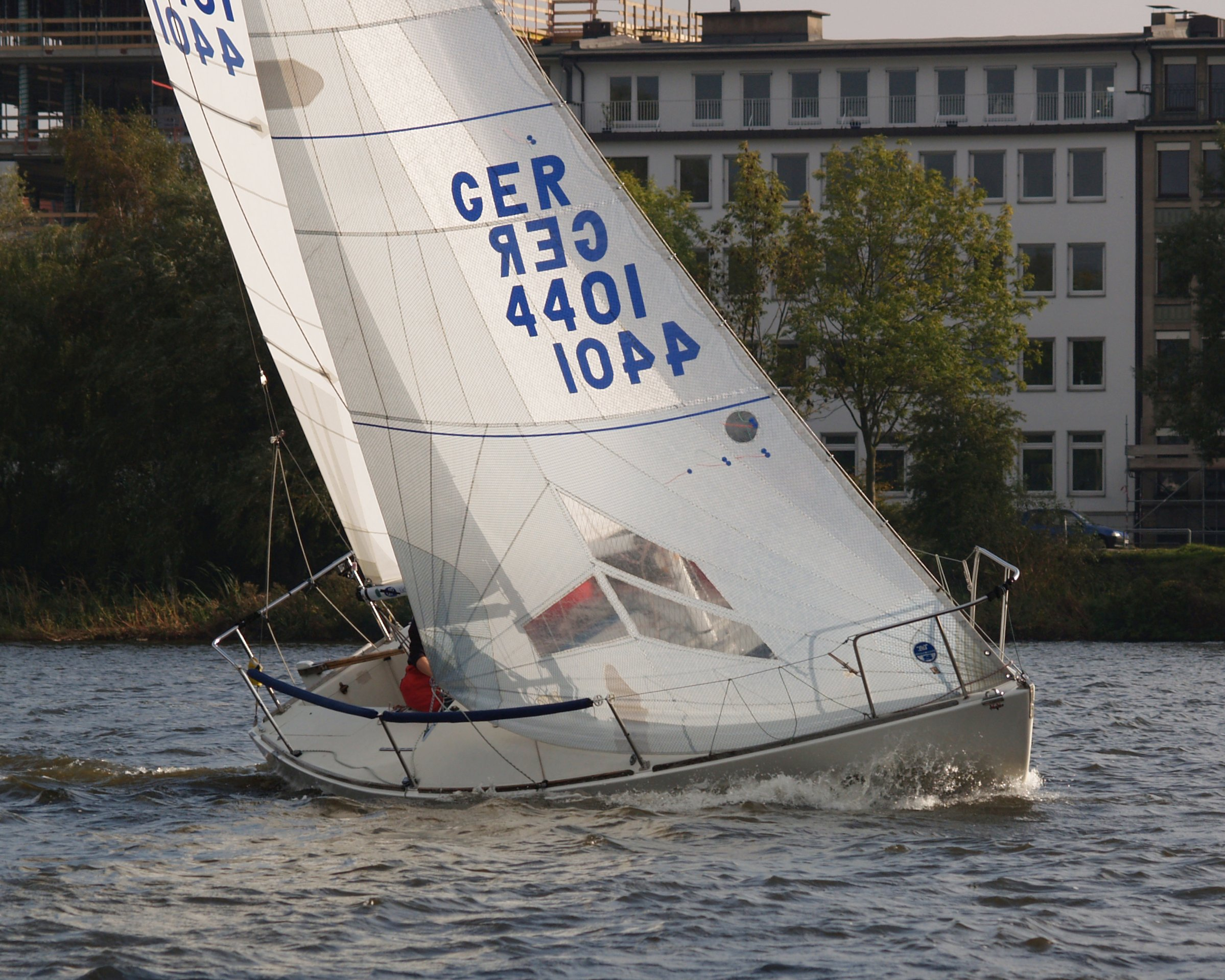
Kosz dziobowy i sztormreling

Sztormreling – barierka biegnąca dookoła pokładu jachtu, chroniąca załogę i większe przedmioty przed wypadnięciem za burtę. Zbudowana jest ze słupków z otworami (stójek), ustawionych w gniazdach przymocowanych do pokładu przy relingu. Przez otwory w słupkach przeciągnięta jest linka (najczęściej stalowa). Linki sztormrelingu najczęściej są rozciągane pomiędzy koszem dziobowym a koszem rufowym w sposób umożliwiający łatwy ich demontaż, np. w celu ułatwienia schodzenia i wchodzenia na pokład jachtu.
Z powodu dużego znaczenia konstrukcji sztormrelingu dla bezpieczeństwa żeglugi normy jej wykonania określone są przez Polski Rejestr Statków. 